# Saison 4 d'Un village français
Chronologie
Saison 3 d'Un village français Saison 5 d'Un village français
Cet article présente le guide des épisodes de la quatrième saison de la série télévisée Un village français.

## Épisode 1:Le train
- Numéros : 25 (4-01)
- Réalisation : Philippe Triboit
- Diffusion(s) : 
  -  France : 27 mars 2012 sur France 3
- Audience(s) : 3,71 M
- Résumé : 20 juillet 1942. Un train transportant des Juifs étrangers raflés s'arrête en gare de Villeneuve. Le Maire Daniel Larcher est chargé de les prendre en charge en attendant qu'un autre train vienne les chercher. Il décide de les loger à l'école, sans savoir que le directeur Jules Bériot y dissimule une presse servant à la production de tracts favorables à la Résistance. Le sous-préfet Servier donne à Marchetti une liste de 28 noms : des Juifs étrangers présents à Villeneuve que les Allemands leur ont demandé d'arrêter.

## Épisode 2:Un jour sans pain
- Numéros : 26 (4-02)
- Réalisation : Philippe Triboit
- Diffusion(s) : 
  -  France : 27 mars 2012 sur France 3
- Audience(s) : 3,71 M
- Résumé : 21 juillet 1942. La vie s’organise tant bien que mal à l’école. Judith Morhange, revenue de Paris, rejoint le groupe des Juifs en "transit" et en devient porte-parole. Daniel Larcher se bat pour récupérer des vivres tandis que Jules Bériot, le directeur de l’école, est contraint par la gendarmerie française de vider les caves où il imprime clandestinement des tracts avec son groupe de résistants. Pendant ce temps, Marchetti et ses hommes arrêtent les Juifs étrangers vivant à Villeneuve.

## Épisode 3:Mille et une nuits
- Numéros : 27 (4-03)
- Réalisation : Philippe Triboit
- Scénario : Fanny Herrero
- Diffusion(s) : 
  -  France : 3 avril 2012 sur France 3
- Audience(s) : 3,4 M
- Résumé : 22 juillet 1942. Après avoir pris la fuite avec Bériot, Crémieux, affaibli par sa blessure, craint de ne pas pouvoir échapper bien longtemps à la police. Il décide de se réfugier chez Marie le temps de récupérer. Pendant ce temps, la situation à l'école, où sont entassés les prisonniers juifs, se dégrade. Les Allemands ordonnent au sous-préfet Servier de séparer les enfants de leurs parents. Une décision qui s'ébruite, provoquant l'émoi et la consternation chez les habitants de Villeneuve ainsi que le malaise du maire, Daniel Larcher. La tension monte dans la ville, dont les Allemands renforcent la surveillance...

## Épisode 4:Une évasion
- Numéros : 28 (4-04)
- Réalisation : Philippe Triboit
- Diffusion(s) : 
  -  France : 3 avril 2012 sur France 3
- Audience(s) : 3,4 M
- Résumé : 23 juillet 1942. Alors que Daniel, bouleversé par la séparation des familles à l'école, a décidé de donner sa démission, Jean Marchetti, lui, n'a plus qu'une seule idée en tête : faire libérer Rita, une juive arrêtée par ses services et dont il est tombé amoureux. Il ne réalise pas que ses sentiments risquent de le perdre...

## Épisode 5:La mission
- Numéros : 29 (4-05)
- Réalisation : Philippe Triboit
- Diffusion(s) : 
  -  France : 10 avril 2012 sur France 3
- Audience(s) : 3,45 M
- Résumé : 24 juillet 1942. Marie, aidée par Lucienne, met au point un plan pour sortir la jeune Hélène du camp de l'école, tandis que Bériot est arrêté et interrogé par la police. Pendant ce temps, Jean Marchetti organise le départ de Rita et de sa mère en Suisse...

## Épisode 6:La libération
- Numéros : 30 (4-06)
- Réalisation : Philippe Triboit
- Diffusion(s) : 
  -  France : 10 avril 2012 sur France 3
- Audience(s) : 3,5 M
- Résumé : 24 juillet 1942. Alors que l'école vit sous haute tension depuis les évasions de plusieurs détenus, Daniel tente de faire libérer Sarah, en vain.

## Épisode 7:Le visiteur
- Numéros : 31 (4-07)
- Réalisation : Philippe Triboit
- Diffusion(s) :
  -  France : 17 avril 2012 sur France 3
- Audience(s) : 3,47 M
- Résumé : 8 novembre 1942. Daniel Larcher tente de soigner un soldat de la France libre parachuté sur Villeneuve, un homme se présente à l'école auprès du directeur de l'établissement Jules Bériot, il veut rentrer en contact avec le chef du réseau gaulliste de Villeneuve, un certain «Dominique».

## Épisode 8:Tel est pris qui croyait prendre
- Numéros : 32 (4-08)
- Réalisation : Philippe Triboit
- Diffusion(s) :
  -  France : 17 avril 2012 sur France 3
- Audience(s) : 3,5 M
- Résumé : 9 novembre 1942. Avec l'aide de Marie, alias «Dominique», Vincent, le radio parachuté depuis Londres, doit émettre des informations importantes alors qu'Heinrich, revenu du front russe est déjà à sa recherche...

## Épisode 9:Baisers volés
Pour les articles homonymes, voir Baiser volé (homonymie).
- Numéros : 33 (4-09)
- Réalisation : Patrice Martineau
- Scénario : Frédéric Krivine, Marine Francou, Sylvie Chanteux
- Diffusion(s) : 
  -  France : 24 avril 2012 sur France 3
- Audience(s) : 3,74 M
- Résumé : 11 novembre 1942. Alors que Marie Germain et Vincent, le jeune radio clandestin arrivé de Londres, se rapprochent, le jeune parachuté s'insère dans le mouvement de résistance de Villeneuve. Jean Marchetti, le chef de la police de Villeneuve, et ses hommes ont pris en filature Raoul, le fils de Marie. Tous les habitants de Villeneuve vont être confrontés à cette irruption brutale de la résistance clandestine dans le village à l'heure où les communistes ont pour consigne de tenter d'unifier la Résistance.

## Épisode 10:Des nouvelles d'Anna
- Numéros : 34 (4-10)
- Réalisation : Patrice Martineau
- Scénario : Frédéric Krivine, Fanny Herrero, Marine Francou, Sylvie Chanteux, Benjamin Dupas, Emmanuel Salinger, Emmanuelle Sardou, Vincent Solignac
- Diffusion(s) : 
  -  France : 24 avril 2012 sur France 3
- Audience(s) : 3,74 M
- Résumé : 12 novembre 1942. Crémieux a été arrêté. Tandis qu'il est interrogé par la police, Marcel prend contact avec Bériot afin d'opérer un rapprochement entre les communistes et les gaullistes.

## Épisode 11:La souricière
- Numéros : 35 (4-11)
- Réalisation : Patrice Martineau
- Scénario : Frédéric Krivine
- Diffusion(s) : 
  -  France : 1er mai 2012 sur France 3
- Audience(s) : 3,73 M
- Résumé : La ferme de Marie est placée sous surveillance policière. Jean Marchetti s'apprête à faire tomber tout le réseau mais il doit faire face au départ de Rita. Kervern est de retour. Mme Morhange est au plus mal et Larcher accepte d'abréger ses souffrances. Une bombe explose dans le bureau de Schwartz. Il en réchappe de peu.

## Épisode 12:La frontière
- Numéros : 36 (4-12)
- Réalisation : Patrice Martineau
- Scénario : Frédéric Krivine
- Diffusion(s) : 
  -  France : 1er mai 2012 sur France 3
- Audience(s) : 3,73 M
- Résumé : Tandis que Marie et les gaullistes s'organisent pour tenter d'échapper au piège tendu par les gendarmes, Jean Marchetti n'a plus qu'une seule idée en tête : sauver la femme qu'il aime. Alors que les assiégés tentent de s'évader, Victor Bruller et Albert Crémieux sont abattus, Raoul, le fils de Marie est fait prisonnier. Pendant leur évasion, Rita se livre à la police pour laisser la voie libre à Marcel. Vincent est abattu.  Daniel Larcher n'est plus maire de Villeneuve. Il décide de partir pour Besançon avec sa petite famille. Hortense a décidé de rejoindre Müller. Jean Marchetti fait passer Rita en Suisse mais elle décide de partir seule. Il tue un soldat allemand qui surveille la frontière et qui a pour ordre d'abattre ceux qui essayent de la passer dont Rita.